# 金崎貴臣
金﨑 貴臣（かなさき たかおみ）は、日本の男性アニメーター、アニメ演出家、アニメ監督。
代々木アニメーション学院を卒業後、アニメ業界入り。2016年現在は「金崎 貴臣」名義でクレジットされることが多い。

## 作品リスト

### テレビアニメ
1994年
- 3丁目のタマ うちのタマ知りませんか?（動画）

1995年
- 飛べ!イサミ（ - 1996年、動画）
- 忍たま乱太郎（動画）
- 新世紀エヴァンゲリオン（ - 1996年、動画）

1997年
- 中華一番!（ - 1998年、原画）

1998年
- TRIGUN（原画）
- MASTERキートン（原画）

1999年
- D4プリンセス（原画）

2000年
- 妖しのセレス（原画）
- メダロット魂（ - 2001年、原画）

2001年
- Dr.リンにきいてみて!（ - 2002年、原画）
- 花右京メイド隊（原画）
- シスター♥プリンセス（原画）
- あぃまぃみぃ!ストロベリー・エッグ（原画）
- HELLSING（作画監督補）
- FF：U 〜ファイナルファンタジー:アンリミテッド〜（ - 2002年、原画）

2002年
- フルメタル・パニック!（作画監督）
- おねがい☆ティーチャー（原画）
- キディ・グレイド（ - 2003年、作画監督）

2003年
- カレイドスター（作画監督）
- カレイドスター 新たなる翼（ - 2004年、演出・作画監督）
- GAD GUARD（原画）
- D.C. 〜ダ・カーポ〜（原画）

2004年
- 爆裂天使（絵コンテ）
- ケロロ軍曹（ - 2011年、絵コンテ）
- 花右京メイド隊 La Verite（原画）
- マシュマロ通信（ - 2005年、絵コンテ・演出）
- スクールランブル（ - 2005年、演出）

2005年
- 好きなものは好きだからしょうがない!!（原画）
- バジリスク 〜甲賀忍法帖〜（原画）
- おねがいマイメロディ（ - 2006年、絵コンテ・演出）

2006年
- おねがいマイメロディ 〜くるくるシャッフル!〜（ - 2007年、絵コンテ）
- スクールランブル 二学期（監督・絵コンテ・演出）
- マージナルプリンス〜月桂樹の王子達〜（絵コンテ・演出）

2007年
- おねがいマイメロディ すっきり♪（絵コンテ）
- 護くんに女神の祝福を!（絵コンテ・演出）
- 風のスティグマ（絵コンテ / ED演出・作画監督・原画）
- ムシウタ（脚本・絵コンテ・原画）
- 鋼鉄三国志（絵コンテ）
- 地球へ…（絵コンテ）
- こどものじかん（EDコンテ・演出）
- レンタルマギカ（絵コンテ）

2008年
- ロザリオとバンパイア（絵コンテ）
- イタズラなKiss（OP・ED絵コンテ・演出）
- ネオ アンジェリーク Abyss（絵コンテ）
- まかでみ・WAっしょい!（監督・絵コンテ・原画）

2009年
- みなみけ おかえり（絵コンテ）
- 戦場のヴァルキュリア（絵コンテ）
- 名探偵コナン（絵コンテ）
- 鋼殻のレギオス（絵コンテ）
- 咲-Saki-（ED2絵コンテ・演出）
- うみものがたり 〜あなたがいてくれたコト〜（絵コンテ）
- アニメ 冬のソナタ（絵コンテ）
- 生徒会の一存（絵コンテ）
- バトルスピリッツ 少年激覇ダン（絵コンテ）
- ポケットモンスター ダイヤモンド&パール（ - 2010年、絵コンテ）

2010年
- ポケットモンスター ベストウイッシュ（ - 2012年、絵コンテ）
- キディ・ガーランド（絵コンテ）
- 薄桜鬼（絵コンテ）
- ひめチェン!おとぎちっくアイドル リルぷりっ（絵コンテ）
- WORKING!!（絵コンテ）
- アマガミSS（絵コンテ）
- ぬらりひょんの孫（絵コンテ）
- 薄桜鬼 碧血録（絵コンテ）

2011年
- これはゾンビですか?（監督・絵コンテ）
- ぬらりひょんの孫 〜千年魔京〜（絵コンテ）
- 僕は友達が少ない（絵コンテ）
- WORKING'!!（絵コンテ）

2012年
- ポケットモンスター ベストウイッシュ シーズン2（絵コンテ）
- これはゾンビですか? オブ・ザ・デッド（監督）
- 咲-Saki- 阿知賀編 episode of side-A（ED2絵コンテ・演出）
- 恋と選挙とチョコレート（絵コンテ）
- ジュエルペット きら☆デコッ!（絵コンテ）
- ココロコネクト（絵コンテ）
- 薄桜鬼 黎明録（絵コンテ）
- PSYCHO-PASS サイコパス（絵コンテ）

2013年
- 東京レイヴンズ（ - 2014年、監督・絵コンテ）※OPテロップ・EDテロップ、および本作に関連する印刷物などでは、本来の表記ではない「金崎貴臣」と表記。
- ルパン三世 princess of the breeze 〜隠された空中都市〜（監督・絵コンテ）

2014年
- ポケットモンスター XY（ - 2015年、絵コンテ）
- ニセコイ（絵コンテ）※金崎貴臣名義　
- 繰繰れ! コックリさん（絵コンテ）

2015年
- ポケットモンスターXY&Z（絵コンテ）
- アブソリュート・デュオ（絵コンテ）
- プリパラ（絵コンテ）
- ニセコイ:（絵コンテ）※金崎貴臣名義
- えとたま（絵コンテ）
- ハロー!!きんいろモザイク（絵コンテ）※金崎貴臣名義
- のんのんびより りぴーと（絵コンテ）※金崎貴臣名義
- WORKING!!!（絵コンテ）※金崎貴臣名義

2016年
- この素晴らしい世界に祝福を!（監督・絵コンテ）※金崎貴臣名義
- 田中くんはいつもけだるげ（絵コンテ）
- 初恋モンスター（絵コンテ）
- WWW.WORKING!!（絵コンテ）

2017年
- この素晴らしい世界に祝福を!2（監督・絵コンテ）
- アイドルタイムプリパラ（絵コンテ）

2018年
- ポケットモンスター サン&ムーン（絵コンテ）
- スロウスタート（絵コンテ）
- 弱虫ペダル GLORY LINE（絵コンテ）
- 伊藤潤二『コレクション』（絵コンテ）
- ヲタクに恋は難しい（絵コンテ）
- 鹿楓堂よついろ日和（絵コンテ）
- 転生したらスライムだった件（絵コンテ）

2020年
- プリンセスコネクト!Re:Dive（監督・シリーズ構成・音響監督・脚本・絵コンテ）
- グレイプニル（絵コンテ）

2022年
- プリンセスコネクト!Re:Dive Season 2（総監督・シリーズ構成・音響監督）

2023年
- この素晴らしい世界に爆焔を!（総監修）※金崎貴臣名義

2024年
- この素晴らしい世界に祝福を!3（総監督）※金崎貴臣名義

2025年
- アポカリプスホテル（絵コンテ）
- サイレント・ウィッチ 沈黙の魔女の隠しごと（総監督・構成・脚本）※金崎貴臣名義

### 劇場アニメ
1999年
- VAMPIRE HUNTER D（原画）

2000年
- 劇場版カードキャプターさくら 封印されたカード（原画）

2019年
- 映画 この素晴らしい世界に祝福を!紅伝説（監督）

### OVA
1999年
- てなもんやボイジャーズ（原画）

2004年
- 王ドロボウJING in Seventh Heaven（原画）

2005年
- スクールランブルOVA 一学期補習（絵コンテ・演出）
- カレイドスター Legend of phoenix 〜レイラ・ハミルトン物語〜（原画）

2009年
- 名探偵コナン 10年後の異邦人（絵コンテ）
- みなみけ べつばら（絵コンテ）

2013年
- OVAの中に1人、妹がいる!（絵コンテ）

### Webアニメ
2023年
- ウマ娘 プリティーダービー ROAD TO THE TOP（音響監督・絵コンテ）

### ゲーム
2003年
- 朱 -Aka-（オープニング制作協力・作画協力）